# Spermacoce laevicaulis
Spermacoce laevicaulis är en måreväxtart som beskrevs av Friedrich Anton Wilhelm Miquel. Spermacoce laevicaulis ingår i släktet Spermacoce och familjen måreväxter. Inga underarter finns listade i Catalogue of Life.